# Maria (telenovela)
Maria (María de nadie) è una telenovela argentina

## Produzione
Il serial (titolo originale: María de nadie) è prodotto in Argentina nel 1985 da Crustel S.A. e si avvale della regia di Roberto Denis e di Roberto Gómez Fernández. Si tratta di un remake (refrito in lingua spagnola) della telenovela venezuelana del 1977 La zulianita sceneggiata da Delia Fiallo. Fu trasmesso in prima visione dal 1985 al 1986 su Canal 11, oggi conosciuto come Telefe, e fu esportato in diversi Paesi dell'Occidente, tra cui anche l'Italia dove venne trasmessa dal circuito Odeon TV nel 1988 e replicata (con un nuovo doppiaggio) da Retequattro a partire dal 25 maggio 1992. Se il primo doppiaggio aveva mantenuto la maggioranza dei nomi originali, il secondo invece li ha italianizzati, salvo eccezioni come Soraya. Viene ritrasmesso nel 2023 sull'emittente Tv2000.

## Trama
Maria è una ragazza che vive in campagna con la sua famiglia adottiva, ignara di essere stata adottata. Il padre, in punto di morte, vorrebbe rivelarle il segreto dell'adozione per liberarsi un peso dalla coscienza morendo prima di riuscirci. A causa delle difficoltà economiche della famiglia e per liberarsi dalle avance sgradite di un signorotto locale, Maria decide di lasciare il villaggio per cercare la fortuna a Buenos Aires, dove vive la sua amica Francesca (Felicia). Dopo aver cercato invano lavoro come domestica, Maria accetta controvoglia di lavorare con Francesca come intrattenitrice al "Gatto Azzurro". Subisce le avance di un cliente del locale, Riccardo Reali (Riccardo Lastra), un uomo molto ricco ma anche pervertito, che, essendo stato respinto, per ripicca l'accusa falsamente di avergli rubato il portafoglio. Maria viene scagionata da un avvocato di nome Claudio Linares, con cui stringerà un buon rapporto.
Alla fine Maria trova lavoro come domestica nella casa dei Rocca (Arocha), una famiglia molto ricca composta da Filippo (Felipe), sua moglie Amalia (Amelia) e dai figli Giampaolo (Juan Carlos), Giorgio e Jenny. Vive nella casa dei Rocca anche la sorella di Filippo, Olga, con i due figli Tony e Diana. I primi tempi sono duri per Maria, non solo per la sua inesperienza, ma anche per l'ostilità della perfida governante Lina (Queta), segretamente innamorata di Giampaolo. Maria tuttavia può contare dell'appoggio della cuoca Matilde e di Jenny e Giorgio. Di Maria si innamorano Giorgio e Giampaolo, ma anche Oscar, un avvocato che lavora per i Rocca. Giorgio, a causa di un incidente, è costretto sulla sedia a rotelle, e si innamora di Maria, che si prende cura di lui e riesce anche ad aiutarlo a intraprendere un percorso di riabilitazione che a lungo termine lo avrebbe portato a camminare di nuovo. Giorgio rivela a Maria di essere innamorato di lei ma la ragazza con dispiacere gli comunicherà di essere innamorata di un altro uomo. Nel frattempo Maria subisce le avance dell'altro figlio dei padroni di casa, l'ingegnere Giampaolo Rocca, che pure è fidanzato ufficialmente con Ivana, una perfida avventuriera interessata a sposarlo più per soldi che non per amore. Maria ricambia l'interesse di Giampaolo ma la storia d'amore è compromessa dall'intervento di Riccardo Reali, amico di famiglia dei Rocca, che rivela a Giampaolo che Maria aveva lavorato come intrattenitrice al Gatto Azzurro. La rivelazione induce Giampaolo a umiliare Maria, passando una notte di passione con lei per poi insultarla e ripudiarla e riconciliarsi con Ivana. Nel frattempo Maria scopre di essere incinta e quando Amalia lo scopre, presa dall'indignazione la licenzia insieme a Matilde, non potendo accettare che uno dei Rocca potesse avere un figlio da una domestica. Successivamente Filippo le offre dei soldi per abortire, ma Maria rifiuta e porta avanti la gravidanza.
Maria va a vivere con l'avvocato Claudio Linares, che scopre essere suo padre grazie alla rivelazione della cuoca Matilde, che aveva intuito dalla catenina di Maria che ella era la figlia di Rosanna (Rosaura), moglie di Linares e cugina della signora Amalia Rocca. Molti anni prima i Rocca erano in società con i Linares ma Filippo Rocca, falsificando dei documenti, incastrò il suo socio Claudio Linares facendolo finire in prigione per 12 anni e approfittandone per impadronirsi della casa e dell'azienda. Nel frattempo la moglie di Linares era morta nel partorire Maria e i Rocca, non volendosi prendere cura della piccola, la diedero in adozione, facendo poi credere a Linares che sua figlia fosse morta. Maria comincia a vivere con il padre naturale insieme al fratello adottivo Raffaele e alla madre adottiva Marta. Nel frattempo Giampaolo scopre che Maria è incinta, e, pentitosi di come avesse trattato Maria, annulla il programmato matrimonio con Ivana e tenta invano di riconciliarsi con Maria.
Nel frattempo Claudio Linares intende vendicarsi dei Rocca e a tal fine incarica Oscar di rubare ai Rocca dei documenti compromettenti che provano il complotto ordito ai suoi danni dai Rocca. Una volta rubate le prove, Claudio Linares fa causa ai Rocca e la vince. I Rocca per sentenza del tribunale perdono la casa e l'azienda, che passano di proprietà a Claudio Linares, e vengono ridotti sul lastrico. Inoltre Filippo Rocca è ricercato per aver tentato di uccidere Oscar e Claudio Linares ma riesce a fuggire all'estero dove diventa uno spacciatore di droga. I Rocca vanno a vivere in un albergo malridotto e lo shock per essere stata ridotta in miseria fa perdere il lume della ragione alla signora Amalia Rocca.
Nel frattempo, a causa dei suoi problemi cardiaci, Claudio Linares parte per Cordova per un periodo di riposo su prescrizione del medico. Qui conosce Ivana, sotto il falso nome di Anita, che, ambendo al suo patrimonio, lo seduce e lo induce a sposarlo. Claudio Linares si sposa dunque con Ivana. Quando Linares presenta a Maria la sua nuova moglie Anita, ella riconosce subito in lei Ivana, la ex di Giampaolo, ma per il momento tace per evitare di provocare al padre un nuovo infarto per lo shock della rivelazione. Nel frattempo Maria decide di sposare Oscar ma il matrimonio viene interrotto per l'intervento di Giampaolo, che fa irruzione per opporsi al matrimonio, e per lo svenimento di Maria, che viene portata d'urgenza in ospedale, dove partorisce prematuramente suo figlio, che chiamerà Giampaolo (Juan Carlitos) in onore del padre del piccolo. In ospedale Maria annuncia a Oscar di aver cambiato idea e di non volerlo sposare, dato che lo considera soltanto un caro amico ma non lo ama davvero, e di essere stata sul punto di sposarlo soltanto per gratitudine e per mantenere una promessa. Nel frattempo Giampaolo si dà all'alcool, e viene investito da una attrice, Jessica, la quale gli garantirà le cure necessarie e diventerà la sua nuova fiamma.
Nel frattempo Linares scopre la reale identità della sua nuova moglie e tenta di divorziare da lei. Ivana per tutta risposta decide di complottare la sua morte in modo da ereditare tutto il suo patrimonio. Dopo essersi impadronita delle pillole che Linares prendeva per superare le crisi di infarto, Ivana gli provoca un nuovo infarto dicendogli una serie di cattiverie, tra cui il fatto che non l'ha mai amato e che era interessata soltanto ai suoi soldi, e gli nega le pillole provocandone di conseguenza il decesso. Tuttavia Linares aveva registrato la conversazione (che provava la colpevolezza di Ivana) e tale registrazione verrà poi usata dalla perfida Lina, assunta come governante da Ivana, per ricattare la padrona di casa con telefonate anonime ed estorcerle del denaro. Dopo la morte di Linares, Ivana eredita tutti i suoi beni e caccia di casa Maria.
Maria tuttavia fa la conoscenza con un regista, Franco, che le propone il ruolo di protagonista in un film che sta girando. Maria, dopo qualche esitazione, accetta e diventa un'attrice famosa. Nello stesso film, tuttavia, recita anche Jessica, la nuova fiamma di Giampaolo. Jessica, essendo a conoscenza che Maria ha avuto un figlio con Giampaolo, le è ostile e tenta in ogni modo di metterla in difficoltà. Nel frattempo Giorgio Rocca trova lavoro come pilota all'aerotaxi, ignaro che i suoi capi sono in realtà spacciatori di droga, e viene sedotto dall'hostess Greta, che cerca in questo modo di coinvolgerlo nello spaccio di droga; Giorgio comincia così a tradire la fidanzata Liliana (la figlia della cuoca Matilde) con Greta, che poi peraltro scoprirà essere anche l'amante di suo padre Filippo Rocca (anche lui coinvolto nello spaccio di droga). Nel frattempo Jenny si sposa con Raffaele, il fratello adottivo di Maria, ma scopre di essere malata di leucemia. Grazie a un'operazione di trapianto di midollo, Jenny guarisce ma il donatore, il fratello Giorgio, muore proprio in conseguenza dell'intervento. Nel frattempo, grazie alle indagini di Oscar e al fatto che Giampaolo aveva consegnato alla polizia la registrazione compromettente ricevuta da Lina, le malefatte di Ivana vengono scoperte. Ivana viene dunque arrestata.
Nel frattempo la perfida Lina, essendo segretamente innamorata di Giampaolo, vuole eliminare tutte le sue rivali in amore, ossia Maria, Jessica e Ivana. Una volta contribuito alla scoperta delle malefatte di Ivana, in modo da farla finire in prigione, le restano da sistemare Maria e Jessica. Dopo aver scoperto, origliando, che Giampaolo ha intenzione di sposare a breve Jessica, Lina escogita un perfido piano per liberarsi in un colpo solo delle rimanenti due rivali: essendoci una scena del film in cui il personaggio interpretato da Maria deve sparare al personaggio interpretato da Jessica, Lina sostituisce la pistola caricata a sabbia con una con proiettili veri (che aveva rubato a Ivana) in modo da ottenere la morte di Jessica e il conseguente arresto e detenzione in prigione di Maria per omicidio. Tuttavia Jessica rimane in vita anche se paralizzata e Maria finisce in prigione incriminata per "tentato omicidio premeditato" (che in realtà premeditato non era), finendo peraltro nella stessa cella di Ivana, che di conseguenza ne approfitta per renderle la vita impossibile.
Come se non bastasse Lina rapisce il figlio di Maria e lo porta alla signora Amalia (la nonna paterna del piccolo) la quale in preda al delirio uccide Lina e fugge con il nipotino che dà in adozione a una famiglia di barboni che vivono in una baraccopoli di Buenos Aires. Maria è angosciata per la scomparsa del figlio ma non può cercarlo perché è in prigione. Dopo cinque anni di detenzione, Maria viene liberata per buona condotta e si rimette alla ricerca del figlio. Credendo che Giampaolo nasconda nella vecchia villa dei Rocca (tornata in loro possesso) la madre folle, Maria si fa ingaggiare come domestica di casa Rocca da Soraya (sorella di Jessica), ma scopre che la donna nascosta al secondo piano è in realtà Jessica, la quale per la vergogna di non poter più camminare ha fatto diffondere la notizia falsa della sua morte e non ha più voluto uscire di casa. Jessica e sua sorella Soraya, volendo vendicarsi di Maria, fanno di tutto per renderle la vita impossibile. Al ritorno di Jenny, a cui è intestata la casa, dopo cinque anni di permanenza in Italia, la sorella di Giampaolo rimane scandalizzata che Maria lavori in casa sua come domestica e le permette di restare come una della famiglia.
Nel frattempo Maria e Giampaolo fanno la conoscenza con il piccolo Andrea (Eto), il figlio di due barboni venuto a casa Rocca per consegnare un portafogli perso da Giampaolo. Quando i due cominciano a sospettare che Andrea sia in realtà loro figlio Giampaolo (Juan Carlitos), Piera (Mecha), la madre adottiva del piccolo, non volendo perderlo essendoci affezionata, tenta di insabbiare la verità facendo credere a Maria che il figlio Giampaolo ormai fosse morto. Maria tenta di conseguenza il suicidio non riuscendoci grazie all'intervento di Eugenio (Hernan), un attore con cui aveva lavorato durante le riprese di quel film. Eugenio è innamorato di Maria e tenta di aiutarla nella ricerca del figlio, dato che poi si era scoperto che la madre di Andrea non aveva detto la verità. Nel frattempo Piera, non volendo che le venisse sottratto il piccolo, lo nasconde affidandolo a dei delinquenti evasi di prigione, dapprima il pervertito Riccardo Reali e poi Ivana. Per giunta il piccolo viene in seguito rapito dalla nonna paterna folle ma poi viene ricongiunto a Maria per merito del nonno paterno, il ricercato Filippo Rocca.
Nel frattempo, grazie a Franco, Jessica inizia una riabilitazione grazie alla quale poco alla volta riprende a camminare. Nel frattempo, Maria e Giampaolo sembrano di nuovo innamorati l'uno per l'altro, ma la perfida Soraya scopre che Jessica e Giampaolo si erano segretamente sposati cinque anni prima, e lo rivela a Maria, che di conseguenza rompe con Giampaolo e decide di partire per la Spagna con Eugenio. Giampaolo tenta invano di spiegarle che lui e Jessica hanno intenzione di divorziare, perché non si amano più (Jessica si è resa conto di amare Franco mentre Giampaolo vorrebbe sposare Maria). Sempre Soraya, nel tentativo di convincere Jessica a non divorziare, insinua che Franco non la ami veramente ma che si sia messo d'accordo con Giampaolo per convincerla a divorziare; in questo modo Jessica sarebbe stata esclusa dall'eredità dei Rocca e Giampaolo avrebbe potuto sposare Maria. Quando Jessica espone i suoi sospetti a Giampaolo, questi tenta di convincerla della loro infondatezza e le propone di accertarsene camminando con le proprie forze fino alla casa di Franco per chiarire con lui. Jessica si alza dalla sedia a rotelle e riesce a scendere le scale e a camminare da sola fino alla casa di Franco, dove, dopo aver parlato con lui, effettivamente si convince che le insinuazioni di sua sorella Soraya erano senza fondamento. Pochi minuti dopo, si ha un'accesa discussione tra Giampaolo e Soraya, in seguito alla quale la sorella di Jessica si suicida facendosi investire. Nel frattempo Maria perdona Giampaolo dopo che Jessica le conferma che intendono divorziare e dopo che loro figlio, nel tentativo di sfuggire a Reali (che aveva tentato di rapirlo su richiesta di Piera), era stato investito. Il figlio Giampaolo si riprende, e Jessica e Giampaolo divorziano, la prima per unirsi a Franco, il secondo a Maria. Maria e Giampaolo partono per la luna di miele dopo essersi sposati. La telenovela si conclude con la festa a sorpresa al ritorno dei due dalla luna di miele.

## Differenze conLa zulianita
La telenovela Maria è un remake (refrito in lingua spagnola) della telenovela venezuelana La zulianita del 1977, ideata da Delia Fiallo. Federico Pagano adattò fedelmente la telenovela La zulianita, discostandosene maggiormente solamente nell'ultima parte (dal complotto per far finire Maria in prigione in poi). Infatti, mentre ne La zulianita i personaggi del regista e dell'attrice rivale erano malvagi (avendo il primo incastrato la protagonista per farla finire in prigione e la seconda tentato di ucciderla) e finivano per fare una tragica fine, nel remake soprattutto il primo è un personaggio positivo, mentre la seconda si redime nel finale.
Nella telenovela originale la protagonista (soprannominata "la zulianita") finiva in prigione per un intrigo del regista (Franco in entrambe le versioni), che intendeva vendicarsi di entrambe le attrici rivali, ree di aver respinto le sue avances. Poiché nel remake si decise di rendere il regista un personaggio positivo, fu stabilito che a scambiare le armi sarebbe stata la perfida governante Queta (Lina nel doppiaggio Mediaset) con il movente di eliminare tutte le sue rivali in amore. Peraltro nel remake Queta/Lina verrà uccisa subito dopo da Amelia/Amalia che in preda alla follia darà in adozione il figlio della protagonista a dei barboni, mentre nella telenovela originale era la protagonista, in un momento di momentanea perdita di lucidità, ad abbandonare il proprio figlio nei pressi di una baraccopoli per poi non ritrovarlo più per via di una forma di amnesia.
Inoltre, nella telenovela originale, l'attrice rivale (Rosa Francia) fingeva di essere paralitica e muta per costringere Juan Carlos a sposarla e a restare con lei, mentre nel refrito il personaggio corrispondente (Jessica), almeno all'inizio, ha davvero perso l'uso delle gambe e solo attraverso un lungo percorso di riabilitazione torna progressivamente a camminare. Nelle ultime puntate della telenovela originale sia il regista Franco sia l'attrice rivale (Rosa Francia) tentano di assassinare la protagonista ma il primo si pente delle proprie azioni e muore ucciso da Rosa Francia nel tentativo di impedirle di assassinare la zulianita mentre la seconda, subito dopo aver ferito a morte per errore Franco, si suicida gettandosi dalla finestra. Nel remake, invece, i due non muoiono ma si rimettono insieme dopo che Jessica si riappacifica con Maria e divorzia da Juan Carlos. 